# 铜陵古桥
铜陵古桥，位于中国广东省阳江市阳春市石望镇交简村委会铜陵洞口，为阳春市文物保护单位，类型为古建筑，公布时间为1979年1月16日。
铜陵古桥的历史年代为明代。